# 베이징 캐피탈 항공의 운항 노선
2017년 2월 기준, 베이징 캐피탈 항공은 다음과 같은 노선을 취항하고 있다.

## 운항 노선

### 아시아

#### 동아시아
- 중화인민공화국
  - 베이징 - 베이징 서우두 국제공항 허브
  - 상하이 - 상하이 푸둥 국제공항
  - 광저우 - 광저우 바이윈 국제공항
  - 난닝 - 난닝 우수 국제공항
  - 난창 - 난창 창베이 국제공항
  - 샤먼 - 샤먼 가오치 국제공항
  - 선양 - 선양 타오셴 국제공항
  - 쉬저우 - 쉬저우 관인 국제공항
  - 스자좡 - 스자좡 정딩 국제공항
  - 시안 - 시안 셴양 국제공항
  - 우한 - 우한 톈허 국제공항
  - 옌타이 - 옌타이 펑라이 국제공항
  - 정저우 - 정저우 신정 국제공항
  - 지난 - 지난 야오창 국제공항
  - 창사 - 창사 황화 국제공항
  - 창춘 - 창춘 룽자 국제공항
  - 청두 - 청두 솽류 국제공항
  - 충칭 - 충칭 장베이 국제공항
  - 칭다오 - 칭다오 류팅 국제공항
  - 쿤밍 - 쿤밍 창슈이 국제공항
  - 타이위안 - 타이위안 우수 국제공항
  - 톈진 - 톈진 빈하이 국제공항
  - 푸저우 - 푸저우 창러 국제공항
  - 하얼빈 - 하얼빈 타이핑 국제공항
  - 하이커우 - 하이커우 메이란 국제공항
  - 항저우 - 항저우 샤오산 국제공항 제2 허브
  - 허페이 - 허페이 신차오 국제공항
  - 후허하오터 - 후허하오터 바이타 국제공항
  - 린이 - 린이 슈불링 공항
  - 잔장 - 잔장 공항
  - 장자커우 - 장자커우 닝위안 공항
  - 지시 - 지시 싱카이후 공항
  - 탕산 - 탕산 산훠 공항
- 일본
  - 오사카 - 간사이 국제공항
  - 시즈오카 - 시즈오카 공항
  - 오키나와 - 나하 공항

#### 동남아시아
- 베트남
  - 나트랑 - 깜라인 국제공항
- 캄보디아
  - 씨엠립 - 씨엠립 국제공항
- 태국
  - 치앙라이 - 치앙라이 국제공항
  - 치앙마이 - 치앙마이 국제공항

#### 남아시아
- 몰디브
  - 말레 - 말레 국제공항

### 유럽

#### 서유럽
- 영국
  - 런던 - 런던 히드로 국제공항

#### 남유럽
- 스페인
  - 마드리드 - 마드리드 바하라스 국제공항
- 포르투갈
  - 리스본 - 리스본 포르텔라 국제공항

#### 동유럽
- 러시아
  - 모스크바 - 셰레메티예보 국제공항

#### 북유럽
- 핀란드
  - 헬싱키 - 헬싱키 반타 국제공항

### 아메리카

#### 북아메리카
- 캐나다
  - 밴쿠버 - 밴쿠버 국제공항

### 오세아니아

#### 오스트랄라시아
- 오스트레일리아
  - 시드니 - 시드니 킹스포드 스미스 국제공항
  - 멜버른 - 멜버른 공항

#### 미크로네시아
- 북마리아나 제도
  - 사이판 - 사이판 국제공항